# Condado de Champaign (Ohio)
El condado de Champaign (en inglés: Champaign County) es uno de los 88 condados del estado estadounidense de Ohio. La sede del condado es Urbana, así como su mayor ciudad. El condado posee un área de 1.113 km² (de los cuales 3 km² están cubiertos por agua). La población es de 38.890 habitantes y la densidad de población es de 35 hab/km² (según el censo nacional de 2000). Este condado fue fundado en 1805.